# Darren Lynn Bousman
Darren Lynn Bousman est un réalisateur et scénariste américain, né le 11 janvier 1979 à Overland Park, dans le Kansas.

## Biographie
Darren Lynn Bousman a été diplômé de l'université Full Sail.
Il est connu pour avoir réalisé Saw 2, Saw 3 et Saw 4. Il est le seul réalisateur à avoir mis en scène deux films d'horreur prenant la première place du box-office américain le jour de leur sortie.

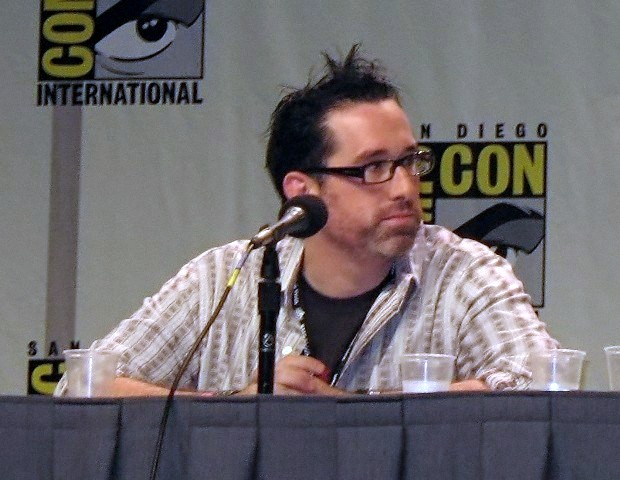
Promotion de Saw 4 à la Comic-Con de San Diego en 2007.

## Filmographie

### Comme réalisateur
- 2000 : Butterfly Dreams (court métrage)
- 2001 : Identity Lost
- 2005 : Saw 2
- 2006 : Repo! The Genetic Opera (court métrage)
- 2006 : Saw 3
- 2007 : Saw 4
- 2008 : Fear Itself (épisode Le Réveillon de la fin du monde (New Year's Day))
- 2008 : Repo! The Genetic Opera
- 2011 : Mother's Day
- 2011 : Eleven (11-11-11)
- 2012 : The Forest
- 2012 : The Devil's Carnival
- 2015 : Tales of Halloween (segment The Night Billy Raised Hell)
- 2016 : Abattoir (en)
- 2018 : St. Agatha
- 2021 : Spirale : L'Héritage de Saw (Spiral: From the Book of the Saw)
- 2023 : Cello

### Comme scénariste
- 2000 : Butterfly Dreams (court-métrage)
- 2001 : Identity Lost
- 2005 : Saw 2
- 2011 : Eleven (11-11-11)